# Фигейра Фернандес, Марио
Ма́рио Фиге́йра Ферна́ндес (порт.-браз. Mário Figueira Fernandes; бразильский португальский: [ˈmarʲɪo fʲɪˈɡʲejrə fʲɪrˈnandɨs]; род. 19 сентября 1990, Сан-Каэтану-ду-Сул, Сан-Паулу), или же просто Ма́рио Ферна́ндес (порт.-браз. Mário Fernandes) — российский и бразильский футболист, защитник. Заслуженный мастер спорта России (2018).
Воспитанник «Сан-Каэтано», начинал профессиональную карьеру в «Гремио», где был признан одним из самых перспективных латералей в стране. В 2012 году перешёл в московский ЦСКА, с которым выиграл три чемпионата России, один Кубок России и три Суперкубка России.

## Ранние годы
Марио Фигейра Фернандес — сын тренера по футзалу, поэтому в детстве едва не начал свою спортивную карьеру в этом виде спорта. Но отец вовремя понял, что в сыне зреет талант, превосходящий амбиции игрока в футзал, и отвёл его в местный футбольный клуб «Сан-Каэтано» (первый тренер — Маркос де Лима Ромеу). При этом в юношеских и молодёжных командах Фернандес играл на позиции центрального защитника. Среди своих сверстников он выделялся отличной скоростью и классной техникой — качествами, обычно не свойственными центральным защитникам, что послужило причиной наблюдения за ним бразильских и иностранных команд.

## Клубная карьера

### «Гремио»
В марте 2009 года перешёл в бразильский клуб «Гремио» из города Порту-Алегри, заплативший за трансфер футболиста 400,5 тысяч фунтов (1 млн долларов). Контракт был подписан до 2014 года. Сразу после подписания, 18 марта, Фернандес пропал, и был обнаружен, посредством камеры видеонаблюдения, лишь три дня спустя, во Флорианополисе, через день его видели в городах Лондрине и Порту-Алегри. Причиной такого поведения Марио назвал депрессию, связанную с тем, что он впервые оказался вдали от семьи. После этого, в течение тридцати дней, футболист проходил клиническое обследование и курс реабилитации. Его мать, Мариса, была вынуждена переехать к нему в Порту-Алегри из своего дома в Сан-Каэтану-ду-Сул. Позже он сказал об этом: «Мне просто невероятно захотелось домой, поэтому я уехал на несколько дней. Почему я ничего не сказал в клубе? Если честно, мне не очень хочется говорить на эту тему. Но скажу одно: это не смешно».
В составе команды «Гремио» Фернандес дебютировал 28 июня 2009 года в матче против клуба «Спорт Ресифи». В клубе футболист, до этого игравший на позиции центрального защитника, был переведён на фланг обороны. Всего в первом сезоне за «Гремио» он провёл 19 матчей в чемпионате Бразилии. По окончании первого сезона, Марио заинтересовались европейские клубы «Интернационале», «Барселона», «Реал Мадрид», «Манчестер Сити». Одним из самых известных фактов в периоде Фернандеса в «Гремио» стало его пристрастие к нездоровой пище (шоколаду, гамбургерам, газированным напиткам и т. п.), из-за чего руководство команды настояло на том, чтобы защитник потреблял пищу только на базе команды.

### ЦСКА (Москва)

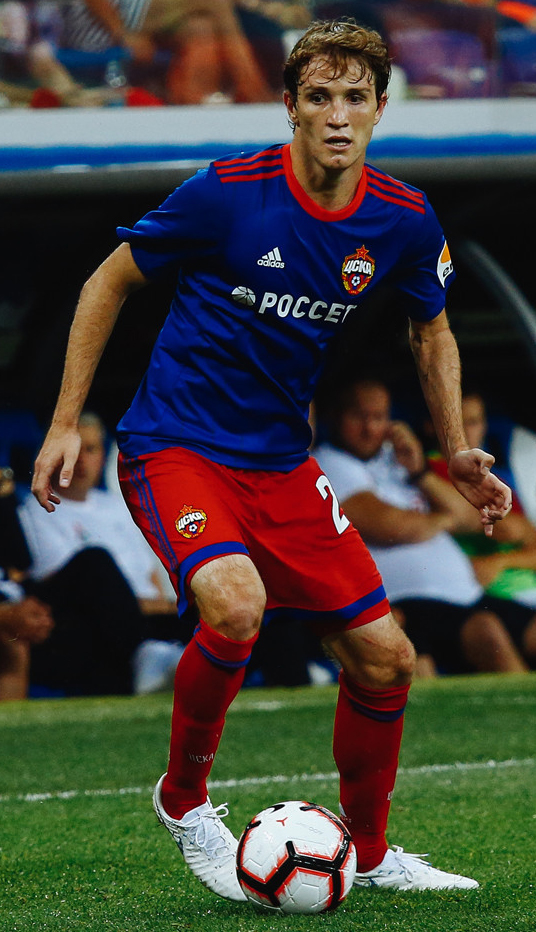
Марио Фернандес в составе ЦСКА

В декабре 2011 года российский ЦСКА предложил 15 млн евро за переход защитника, однако руководство «Гремио» отказало «армейцам». В апреле 2012 года переговоры продолжились. Стороны сделки пришли к решению, что российский клуб заплатит за переход игрока 6 млн евро, а позже, в августе, доплатит ещё 8 млн евро «Гремио» и 1 млн евро «Сан-Каэтано», после чего бразилец продолжит карьеру в ЦСКА. 22 апреля президент «Гремио», Паул Одоне, сообщил, что между клубами достигнута договорённость о переходе Фернандеса. Позже агент игрока рассказал, что «по Марио было два предложения с одинаковой ценой — от ЦСКА и „Реала“, который тогда возглавлял Моуринью. Не спрашивайте меня почему, но Марио выбрал Россию».
4 мая 2012 года армейский клуб официально объявил о заключении с Марио Фернандесом пятилетнего контракта.
За команду футболист начал выступать под номером 13. Через год игрок сменил номер на № 2. В предсезонных товарищеских матчах с «Химками» и московским «Торпедо» отметился двумя забитыми мячами.
Дебютировал в матче первого тура чемпионата России сезона 2012/2013 с «Ростовом». Сыграл в 28 матчах чемпионата, отдал 2 голевые передачи, получил 2 жёлтые карточки. При этом он получил ряд непростых травм — травму лица в матче против «Тюмени» в Кубке страны (несколько матчей сыграл в маске), повреждение голеностопа в игре со шведским «АИК» в матче Лиги Европы, сотрясение мозга по ходу контрольного поединка с донецким «Шахтёром», но самая серьёзная травма у него случилась в конце чемпионского матча против «Кубани» — повреждение заднего рога мениска и надрыв медиальной связки. Из-за этой травмы он не смог с командой отпраздновать чемпионство. Попал в список 33 лучших футболистов чемпионата России сезона 2012/2013.
Смог вернуться на поле только к матчу 17-го тура в сезоне 2013/2014 против московского «Спартака» (1:0). Первый гол за ЦСКА забил 2 марта 2014 года в матче 1/8 финала Кубка России 2013/14 с саратовским «Соколом».
29 июня 2017 года ЦСКА объявил о подписании нового контракта с футболистом до 2022 года.
17 июля 2018 года в прессе появились слухи об интересе к Фернандесу со стороны таких клубов, как «Валенсия» и «Интер». Через некоторое время агент футболиста заявил, что Фернандес остается в ЦСКА.
27 июля 2018 года стал обладателем Суперкубка России, приняв участие в победном голе в дополнительное время.
18 февраля 2021 года подписал новый контракт с клубом до окончания сезона 2023/24.
В мае 2022 года стало известно о том, что Фернандес намерен приостановить свою карьеру. Причинами этого решения были названы усталость Марио от футбола, участившиеся травмы, а также непростая семейная ситуация (жена Фернандеса должна родить ребёнка в сентябре 2022 года).
В декабре 2022 года объявил о возобновлении карьеры, перейдя в «Интернасьонал» на правах аренды. В апреле 2023 года официальный сайт клуба сообщил, что Марио решил покинуть бразильскую команду по личным причинам.
В июне 2023 года президент ЦСКА Евгений Гинер объявил о возвращении Фернандеса в клуб, однако «Интернасьонал» запросил компенсацию за игрока, что помешало сделке состояться. В июле 2023 года представитель ЦСКА сообщил, что формально Фернандес перестал быть игроком армейцев в 2022 году, а переход в стан бразильцев был переходом свободного агента, а не арендой.

### «Зенит»
17 июля 2023 года «Зенит» официально объявил о подписании футболиста на один год с возможностью продления на сезон. Фернандес стал выступать под номером 6; заявил, что уже болел за «Зенит» в ходе матча Суперкубка с ЦСКА 16 июля. Дебютировал 25 июля в домашнем матче Кубка России против «Ахмата», выйдя на замену на 63-й минуте.
24 июля 2024 года контракт с «Зенитом» был расторгнут по соглашению сторон.

## Карьера в сборной

### Сборная Бразилии
5 сентября 2011 года Фернандес был вызван в состав сборной Бразилии для участия в Кубке Рока; 14 сентября он был в составе сборной на матче Кубке Рока с Аргентиной, но на поле не вышел, проведя всю игру на скамье запасных. На ответный матч Кубка Рока вызван не был.
Фернандес после матчей «Гремио» обычно проводил ночь с воскресенья на понедельник в ночном клубе Be-Happy. Однажды, задержавшись там, футболист не успел на рейс, которым сборная Бразилии отправлялась на матч против сборной Аргентины. Руководство клуба сразу придумало историю, что у игрока личные проблемы, но Мано Менезес, главный тренер сборной, не поверил игроку. После этой истории Фернандес больше не приглашался на матчи национальной команды. Сам защитник сказал по этому поводу: «Да, я опоздал на самолёт, но ни в каком клубе ночью я не отрывался. Просто так получилось, что не успел».
14 октября 2014 года Марио Фернандес дебютировал в сборной Бразилии в товарищеском матче со сборной Японии (4:0), выйдя на замену после перерыва.

### Сборная России
Однако Фернандес продолжал думать над получением российского гражданства, чтобы выступать за сборную России, так как по правилам ФИФА футболист считается заигранным за свою сборную только в официальном матче. По словам генерального директора ЦСКА Романа Бабаева, Фернандес был готов отказаться от теоретического вызова в сборную Бразилии на официальный матч ради сборной России, если такая инициатива будет исходить от РФС, президент которого В. Мутко ранее объявил, что до Евро-2016 футболист будет натурализован, для игр за сборную. Позже этим футболистом оказался Роман Нойштедтер.

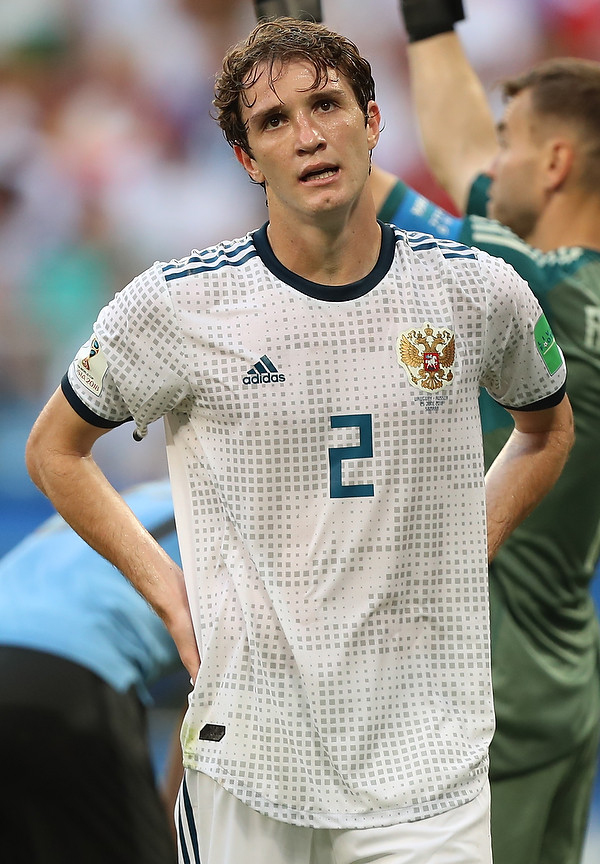
Марио Фернандес на чемпионате мира 2018 года в матче против сборной Уругвая

13 июля 2016 года Президент Российской Федерации Владимир Путин удовлетворил заявление Марио Фернандеса о приёме в гражданство России. 16 августа 2017 года Фернандес попал в расширенный состав сборной России для участия в учебно-тренировочном сборе в Новогорске. Первую неофициальную игру за сборную провёл 3 сентября 2017 года против московского «Динамо» (3:0), забив в этой встрече один гол, а уже 7 октября дебютировал в сборной России в товарищеском матче против сборной Республики Корея, выйдя на замену вместо Александра Самедова на 64-й минуте. Кубок конфедераций 2017, прошедший летом, пропустил из-за перелома носа.
3 июня 2018 года был включён в окончательную заявку сборной России на Чемпионат мира 2018 года. 1 июля после победы над сборной Испании в 1/8 финала со счётом 1:1 (4:3 по пенальти), вместе со сборной России вышел в четвертьфинал чемпионата мира. Как сообщило 4 июля испанское радио «La Cadena SER», игра защитника сборной России Марио Фернандеса в матче 1/8 финала со сборной Испании произвела большое впечатление на руководство испанского футбольного клуба «Валенсия», которое выразило намерение усилить с помощью Фернандеса правый фланг обороны своей команды и начало плотно изучать футболиста.
В матче 1/4 финала против сборной Хорватии, состоявшемся 7 июля 2018 года на стадионе «Фишт» в Сочи, забил гол в дополнительное время, тем самым сравняв счёт, однако в серии послематчевых пенальти не реализовал свой удар. В итоге сборная России уступила 3:4 по пенальти, но Фернандес почти не подвергался критике со стороны прессы, болельщиков и экспертов.
После чемпионата мира продолжал вызываться в сборную, приняв участие в контрольных матчах, Лиге Наций и отборе на чемпионат Европы 2020, где отметился победным голом за сборную в домашнем матче против Казахстана (1:0), после этого отдал голевую передачу в домашнем матче против Шотландии (4:0).
Осенью 2020 года вызывался в сборную для участия в матчах Лига наций 2020/21, где отметился голом в ворота сборной Венгрии (2:3). Не смог помочь команде в матчах против Турции (1:1) и Венгрии (0:0) из-за сомнительного теста на коронавирус. Из-за травмы, полученной в матче против «Фейеноорда» (1:3) в Лиге Европы, не смог принять участие в матчах против Турции (3:2) и Сербии (5:0). После обследования у него было выявлено повреждение мягких тканей задней поверхности левого бедра.
Весной 2021 года принимал участие в отборочных матчах ЧМ-2022, где отметился двумя голами — в ворота сборной Мальты (3:1) и в ворота сборной Словакии (1:2). 11 мая 2021 года был включён в расширенный список футболистов для подготовки к чемпионату Европы 2020, позже попал в окончательную заявку на турнир. На самом турнире провёл 3 игры и не отметился результативными действиями. В матче против Финляндии (1:0), на 26-й минуте неудачно приземлился на спину в результате верховой борьбы за мяч, у него было подозрение на травму грудного отдела позвоночника, как позже оказалось это был ушиб мягких тканей. Уже в следующем матче против Дании (1:4) вышел в стартовом составе.
13 сентября 2021 года в РФС заявили, что Фернандес решил завершить выступления за национальную команду, поскольку у него участились травмы, и сосредоточиться на клубном футболе. В обращении Марио назвал для себя честью выступать за сборную России и отметил четвертьфинальную встречу чемпионата мира 2018 года как особенный момент в своей карьере.

## Статистика

### Клубная
| Клуб          | Сезон   | Чемпионат | Чемпионат | Кубок | Кубок | Другое | Другое | Международные кубки | Международные кубки | Всего | Всего |
| Клуб          | Сезон   | Игры      | Голы      | Игры  | Голы  | Игры   | Голы   | Игры                | Голы                | Игры  | Голы  |
| ------------- | ------- | --------- | --------- | ----- | ----- | ------ | ------ | ------------------- | ------------------- | ----- | ----- |
| Гремио        | 2009    | 19        | 0         | 0     | 0     | 0      | 0      | 0                   | 0                   | 19    | 0     |
| Гремио        | 2010    | 2         | 0         | 7     | 0     | 16     | 1      | 0                   | 0                   | 25    | 1     |
| Гремио        | 2011    | 33        | 1         | 0     | 0     | 12     | 1      | 3                   | 0                   | 48    | 2     |
| Гремио        | 2012    | 0         | 0         | 0     | 0     | 5      | 0      | 0                   | 0                   | 5     | 0     |
| Гремио        | Итого   | 54        | 1         | 7     | 0     | 33     | 2      | 3                   | 0                   | 97    | 3     |
| ЦСКА (Москва) | 2012/13 | 28        | 0         | 3     | 0     | 0      | 0      | 0                   | 0                   | 31    | 0     |
| ЦСКА (Москва) | 2013/14 | 12        | 0         | 3     | 1     | 0      | 0      | 0                   | 0                   | 15    | 1     |
| ЦСКА (Москва) | 2014/15 | 29        | 0         | 3     | 0     | 1      | 0      | 6                   | 0                   | 39    | 0     |
| ЦСКА (Москва) | 2015/16 | 27        | 1         | 5     | 0     | 0      | 0      | 9                   | 0                   | 41    | 1     |
| ЦСКА (Москва) | 2016/17 | 30        | 0         | 0     | 0     | 1      | 0      | 5                   | 0                   | 36    | 0     |
| ЦСКА (Москва) | 2017/18 | 25        | 0         | 0     | 0     | 0      | 0      | 12                  | 0                   | 37    | 0     |
| ЦСКА (Москва) | 2018/19 | 28        | 1         | 0     | 0     | 1      | 0      | 6                   | 0                   | 35    | 1     |
| ЦСКА (Москва) | 2019/20 | 29        | 3         | 1     | 0     | 0      | 0      | 6                   | 0                   | 36    | 3     |
| ЦСКА (Москва) | 2020/21 | 23        | 1         | 2     | 1     | 0      | 0      | 2                   | 0                   | 27    | 2     |
| ЦСКА (Москва) | 2021/22 | 28        | 3         | 2     | 0     | 0      | 0      | 0                   | 0                   | 30    | 3     |
| ЦСКА (Москва) | Итого   | 259       | 9         | 19    | 2     | 3      | 0      | 46                  | 0                   | 327   | 11    |
| Интернасьонал | 2023    | 0         | 0         | 0     | 0     | 5      | 0      | 0                   | 0                   | 5     | 0     |
| Интернасьонал | Итого   | 0         | 0         | 0     | 0     | 5      | 0      | 0                   | 0                   | 5     | 0     |
| Зенит         | 2023/24 | 12        | 0         | 6     | 0     | 0      | 0      | 0                   | 0                   | 18    | 0     |
| Зенит         | Итого   | 12        | 0         | 6     | 0     | 0      | 0      | 0                   | 0                   | 18    | 0     |
| Всего         | Всего   | 325       | 10        | 32    | 2     | 41     | 2      | 49                  | 0                   | 447   | 14    |

### Сборная Бразилии
| Матчи и голы Фернандеса за сборную Бразилии | Матчи и голы Фернандеса за сборную Бразилии | Матчи и голы Фернандеса за сборную Бразилии | Матчи и голы Фернандеса за сборную Бразилии | Матчи и голы Фернандеса за сборную Бразилии | Матчи и голы Фернандеса за сборную Бразилии | Матчи и голы Фернандеса за сборную Бразилии |
| №                                           | Дата                                        | Оппонент                                    | Счёт                                        | Голы                                        | Турнир                                      |                                             |
| ------------------------------------------- | ------------------------------------------- | ------------------------------------------- | ------------------------------------------- | ------------------------------------------- | ------------------------------------------- | ------------------------------------------- |
| 1                                           | 14 октября 2014                             | Япония                                      | 4:0                                         | —                                           | Товарищеский матч                           |                                             |

Итого: 1 матч / 0 голов; 1 победа, 0 ничьих, 0 поражений.

### Сборная России
| Матчи и голы Фернандеса за сборную России | Матчи и голы Фернандеса за сборную России | Матчи и голы Фернандеса за сборную России | Матчи и голы Фернандеса за сборную России | Матчи и голы Фернандеса за сборную России | Матчи и голы Фернандеса за сборную России | Матчи и голы Фернандеса за сборную России |
| №                                         | Дата                                      | Оппонент                                  | Счёт                                      | Голы                                      | Турнир                                    |                                           |
| ----------------------------------------- | ----------------------------------------- | ----------------------------------------- | ----------------------------------------- | ----------------------------------------- | ----------------------------------------- | ----------------------------------------- |
| 1                                         | 7 октября 2017                            | Республика Корея                          | 4:2                                       | —                                         | Товарищеский матч                         |                                           |
| 2                                         | 10 октября 2017                           | Иран                                      | 1:1                                       | —                                         | Товарищеский матч                         |                                           |
| 3                                         | 11 ноября 2017                            | Аргентина                                 | 0:1                                       | —                                         | Товарищеский матч                         |                                           |
| 4                                         | 30 мая 2018                               | Австрия                                   | 0:1                                       | —                                         | Товарищеский матч                         |                                           |
| 5                                         | 5 июня 2018                               | Турция                                    | 1:1                                       | —                                         | Товарищеский матч                         |                                           |
| 6                                         | 14 июня 2018                              | Саудовская Аравия                         | 5:0                                       | —                                         | Финальные матчи ЧМ-2018                   |                                           |
| 7                                         | 19 июня 2018                              | Египет                                    | 3:1                                       | —                                         | Финальные матчи ЧМ-2018                   |                                           |
| 8                                         | 25 июня 2018                              | Уругвай                                   | 0:3                                       | —                                         | Финальные матчи ЧМ-2018                   |                                           |
| 9                                         | 1 июля 2018                               | Испания                                   | 1:14:3 по пен                             | —                                         | Финальные матчи ЧМ-2018                   |                                           |
| 10                                        | 7 июля 2018                               | Хорватия                                  | 2:23:4 по пен                             | 1                                         | Финальные матчи ЧМ-2018                   |                                           |
| 11                                        | 7 сентября 2018                           | Турция                                    | 2:1                                       | —                                         | Лига наций УЕФА 2018/19                   |                                           |
| 12                                        | 10 сентября 2018                          | Чехия                                     | 5:1                                       | —                                         | Товарищеский матч                         |                                           |
| 13                                        | 11 октября 2018                           | Швеция                                    | 0:0                                       | —                                         | Лига наций УЕФА 2018/19                   |                                           |
| 14                                        | 14 октября 2018                           | Турция                                    | 2:0                                       | —                                         | Лига наций УЕФА 2018/19                   |                                           |
| 15                                        | 21 марта 2019                             | Бельгия                                   | 1:3                                       | —                                         | Отборочные матчи ЧЕ-2020                  |                                           |
| 16                                        | 24 марта 2019                             | Казахстан                                 | 4:0                                       | —                                         | Отборочные матчи ЧЕ-2020                  |                                           |
| 17                                        | 8 июня 2019                               | Сан-Марино                                | 9:0                                       | —                                         | Отборочные матчи ЧЕ-2020                  |                                           |
| 18                                        | 11 июня 2019                              | Кипр                                      | 1:0                                       | —                                         | Отборочные матчи ЧЕ-2020                  |                                           |
| 19                                        | 6 сентября 2019                           | Шотландия                                 | 2:1                                       | —                                         | Отборочные матчи ЧЕ-2020                  |                                           |
| 20                                        | 9 сентября 2019                           | Казахстан                                 | 1:0                                       | 1                                         | Отборочные матчи ЧЕ-2020                  |                                           |
| 21                                        | 10 октября 2019                           | Шотландия                                 | 4:0                                       | —                                         | Отборочные матчи ЧЕ-2020                  |                                           |
| 22                                        | 16 ноября 2019                            | Бельгия                                   | 1:4                                       | —                                         | Отборочные матчи ЧЕ-2020                  |                                           |
| 23                                        | 3 сентября 2020                           | Сербия                                    | 3:1                                       | —                                         | Лига наций УЕФА 2020/21                   |                                           |
| 24                                        | 6 сентября 2020                           | Венгрия                                   | 3:2                                       | 1                                         | Лига наций УЕФА 2020/21                   |                                           |
| 25                                        | 8 октября 2020                            | Швеция                                    | 1:2                                       | —                                         | Товарищеский матч                         |                                           |
| 26                                        | 24 марта 2021                             | Мальта                                    | 3:1                                       | 1                                         | Отборочные матчи ЧМ-2022                  |                                           |
| 27                                        | 27 марта 2021                             | Словения                                  | 2:1                                       | —                                         | Отборочные матчи ЧМ-2022                  |                                           |
| 28                                        | 30 марта 2021                             | Словакия                                  | 1:2                                       | 1                                         | Отборочные матчи ЧМ-2022                  |                                           |
| 29                                        | 5 июня 2021                               | Болгария                                  | 1:0                                       | —                                         | Товарищеский матч                         |                                           |
| 30                                        | 12 июня 2021                              | Бельгия                                   | 0:3                                       | —                                         | Финальные матчи ЧЕ-2020                   |                                           |
| 31                                        | 16 июня 2021                              | Финляндия                                 | 1:0                                       | —                                         | Финальные матчи ЧЕ-2020                   |                                           |
| 32                                        | 21 июня 2021                              | Дания                                     | 1:4                                       | —                                         | Финальные матчи ЧЕ-2020                   |                                           |
| 33                                        | 1 сентября 2021                           | Хорватия                                  | 0:0                                       | —                                         | Отборочные матчи ЧМ-2022                  |                                           |

Итого: 33 матча / 5 голов; 19 побед, 4 ничьи, 10 поражений.

## Достижения

### Командные
«Гремио»
- Чемпион штата Риу-Гранди-ду-Сул: 2010
- Обладатель Кубка Рока: 2011

ЦСКА
- Чемпион России (3): 2012/13, 2013/14, 2015/16
- Серебряный призёр чемпионата России (3): 2014/15, 2016/17, 2017/18
- Обладатель Кубка России: 2012/13
- Обладатель Суперкубка России (3): 2013, 2014, 2018

«Зенит»
- Чемпион России: 2023/24
- Обладатель Кубка России: 2023/24

### Личные
- Почётная грамота Президента Российской Федерации (27 июля 2018 года) — за большой вклад в развитие отечественного футбола и высокие спортивные достижения[73]
- Член символической сборной чемпионата штата Риу-Гранди-ду-Сул: 2010[74]
- Обладатель Серебряного мяча Бразилии: 2011
- В списке 33 лучших футболистов РФПЛ (10): № 1 (2013/2014, 2014/2015, 2016/2017, 2017/2018, 2018/2019, 2019/2020, 2020/2021, 2021/2022), № 2 (2012/2013[33], 2015/2016[75]).
- Лучший игрок сезона по мнению болельщиков ЦСКА (2018/2019)[76].
- Футбольный джентльмен года в России: 2020

## Личная жизнь
Переехав в Москву, Фернандес отказался от «тусовочного» образа жизни, став евангельским христианином — в одну из церквей этого течения его привёл выступавший тогда за «Локомотив» Майкон.
Состоял в отношениях с Марьяной Шотт де Фрейташ, выпускницей юридического факультета университета Коимбры. 19 декабря 2020 года они заключили официальный брак.